# 奈哈蒂
奈哈蒂（Naihati），是印度西孟加拉邦North Twentyfour Parganas县的一个城镇。总人口215432（2001年）。

## 人口
该地2001年总人口215432人，其中男性113706人，女性101726人；0—6岁人口20139人，其中男10805人，女9334人；识字率74.47%，其中男性为78.75%，女性为69.69%。